# Montagna
Montan tiếng Ý: Montagna; Archaic (1222AD): Montagna; Archaic (1307AD): Muntagne; tiếng Latin: Muntanea) là một đô thị ở tỉnh Bolzano-Bozen trong vùng Trentino-Alto Adige/Südtirol của Ý, có vị trí cách khoảng 35 km về phía đông bắc của thành phố Trento và khoảng 20 km về phía nam của thành phố Bolzano. Tại thời điểm ngày 31 tháng 12 năm 2004, đô thị này có dân số 1.592 người và diện tích là 18,9 km².
Đô thị Montan có các frazioni (các đơn vị cấp dưới, chủ yếu là các làng) Gleno (Glen), Casignano (Gschnon), Fontanefredde (Kaltenbrunn) and Pinzano (Pinzon).
Montan giáp các đô thị: Aldein, Auer, Neumarkt, Salorno, Tramin an der Weinstrasse, Truden và Capriana.